# Vanuatumonark
Vanuatumonark (Neolalage banksiana) är en fågel i familjen monarker inom ordningen tättingar.

## Utseende och läte
Vanuatumonarken är en praktfullt tecknad flugsnapparliknande fågel. Den är lysande guldgul på buken och rent vit i ansiktet samt har svart på rygg och hjässa och i ett bröstband. Stjärten är svart med vit spets och övergumpen är vit. Vingarna är svarta med stora vita vingpaneler. Bland lätena hörs ett grälande "tze" och en lång och darrande tunn vissling. 

## Utbredning och systematik
Vanuatumonark placeras som enda art i släktet Neolalage. Den förekommer i Vanuatu och Banks Islands i sydöstra Melanesien.

## Levnadssätt
Vanuatumonarken hittas i de flesta skogsmiljöer från havsnivå upp till 1200 meters höjd, även i trädgårdar. Den födosöker lågt och är ständigt i rörelse, ofta med stjärten utbredd.

## Status och hot
Arten har ett stort utbredningsområde, men tros minska i antal, dock inte tillräckligt kraftigt för att den ska betraktas som hotad. Internationella naturvårdsunionen IUCN listar arten som livskraftig (LC).